# 16 Hits (Lasse Stefanz)
16 Hits är ett samlingsalbum utgivet av det svenska dansbandet Lasse Stefanz 2005.

## Låtlista
1. De sista ljuva åren - Lasse Stefanz med Christina Lindberg
2. Du försvann som en vind
3. Över en kopp i vår berså - Lasse Stefanz med Christina Lindberg
4. Låt en morgon vakna
5. En man som han (A guy like that)
6. Ett liv med dig
7. Du vinner igen (We all get lucky sometimes)
8. Tomma löften, tomma ord
9. Vår kärlek är stark
10. Det finns en vind
11. Du kan tro på mitt ord
12. Dig ska jag älska
13. I ett fotoalbum
14. Ute på vischan
15. Emelie
16. Midsommarafton